# Pompeia (Frau Caesars)
Pompeia (auch: Pompeia Sulla) war die zweite Frau des römischen Staatsmannes und Feldherrn Gaius Iulius Caesar.

## Familie der Pompeia
Pompeia war die Tochter von Quintus Pompeius Rufus, Sohn des gleichnamigen Konsuls 88 v. Chr., und von Cornelia, einer Tochter Sullas. Pompeias Vater wurde bei den Tumulten des Jahres 88 v. Chr. von Anhängern des Volkstribunen Publius Sulpicius Rufus, eines Gegners Sullas, getötet. Ihr Bruder Quintus Pompeius Rufus war im Jahr 52 v. Chr. Volkstribun.

## Ehe mit Caesar
Nach dem Tod seiner ersten Frau Cornelia heiratete Caesar Pompeia. Die Ehe wurde nach Caesars Amtszeit als Quästor in Spanien (69 oder 68 v. Chr.) geschlossen, also wohl im Jahr 67 v. Chr.
Die Ehe endete in der Folge des Bona-Dea-Skandals 62/61 v. Chr. Caesar war seit 63 v. Chr. Pontifex maximus und in seinem Haus wurden am 4. Dezember 62 v. Chr. die Mysterien zu Ehren der Bona Dea abgehalten, bei denen Männer nicht zugelassen waren. Als sich Publius Clodius Pulcher in Frauenkleidern in die Versammlung schlich und entdeckt wurde, kam das Gerücht auf, Pompeia habe ein Verhältnis mit ihm gehabt. Obwohl Caesar selbst dieses Gerücht offiziell nicht bestätigte, trennte er sich von Pompeia, weil nach seiner Aussage seine Frau über jeden Verdacht erhaben sein müsse.